# Amon de Toul
Amon de Toul (sancti Amonis en latin) est le deuxième évêque de Toul ; il est considéré comme saint par l'Église catholique.

## Biographie
Successeur de saint Mansuy, il quitta la cité pour fuir la retraite dévastatrice des Huns et Attila à la suite de leur défaite à la bataille des champs Catalauniques en 451. La tradition raconte qu'un rocher, qui faisait obstacle sur la route du prélat, s'ouvrit puis se referma sur lui pour le cacher de ses poursuivants barbares. Aujourd'hui, ce lieu est nommé le « bois d'Anon », petite hauteur qui surplombe le village de Goviller. Voué à une vie de pénitence, il se retira souvent dans une grotte (dans le village de Favières) avec des cavités en forme de cellules et d'une profondeur d'environ 25 mètres sur une hauteur de 3 ou 4 mètres.
Son successeur a été Alchas.

## Vénération
Amon est déclaré saint par l'Église catholique. Il est fêté dans le rituel du diocèse de Toul au 23 octobre.
Son portrait (tableau) est visible dans l'abside de la cathédrale de Toul.
Selon le Pouillié ecclésiastique et civil du diocèse de Toul, un ermitage porterait son nom dans le village de Saulxerotte. La tradition rapporte qu'il consacra lui-même cette "chapelle-ermitage" (aujourd'hui disparue) et que ses reliques (ossements) s'y trouveraient. À l'époque, Saint-Amon était considéré comme un hameau, dans les alentours de Saulxerotte . Était-ce l'actuel lieu nommé « bois d'Anon » au-dessus de Goviller ??? 
De son côté, la collégiale Saint-Gengoult de Toul « possède plusieurs parties du vêtement et du cilice de Saint Amon ; ces reliques (…) sont enfermées pêle-mêle avec de nombreux ossements dans une vieille châsse de bois conservée dans le tombeau du maître-autel. »